# Carike Keuzenkamp
 (décembre 2024).
Carike Elizabeth Maria Magdalena van Zyl Keuzenkamp (née le 3 mars 1947 à La Haye) est une chanteuse sud-africaine ayant fait une carrière en afrikaans, en allemand et en anglais.

## Biographie
Elizabeth Keuzenkamp arrive en Afrique du Sud quand elle est enfant. En 1968, elle est diplômée de l'université de Pretoria.
Dans les années 1970, elle interprète des chansons pour enfants puis est produite par Anton Goosen et Ralph Siegel. Elle chante également la version en afrikaans de la chanson-titre de la série animée Heidi. En 1979, l'album Byerboerwa, produit par Anton Goosen, sort, il contient certains de ses plus grands succès, comme Die Byerboerwa. En 1987, l'album Ek sing' paraît, qui contient la chanson "'Dis'n Land écrite et produite par Ralph Siegel, conçue comme un hymne à l'Afrique du Sud et une reprise de la chanson Laß mich bloß nicht allein de Nicole. Le clip de Dis'n Land montre une image glorifiée de l'Afrique du Sud, y compris des photos de la Force aérienne sud-africaine en action, un couple noir dansant et des fermiers pauvres de Boland.
Carike Keuzenkamp était considérée comme une chanteuse de ligne dans les années 1980 comme Bles Bridges, Rina Hugo et Anneli van Rooyen, avec qui elle chante, malgré sa collaboration avec des auteurs-compositeurs dans des genres opposés.

## Filmographie
- Die professor en die Prikkelpop (1967) de Jamie Uys

## Discographie

### Albums pour adultes
- 1968 : The Charm Of Carike
- 1969 : Carike Ontmoet Groep 2
- 1969 : Almal Se Keuse
- 1969 : Carike
- 1970 : Gone Like The Wind
- 1971 : Reëndruppeltjies
- 1973 : Jy Kom Terug Na My
- 1979 : Byeboerwa
- 1980 : Carike
- 1983 : Carike
- 1985 : Carike
- 1987 : Ek Sing
- 1988 : Saam Met Jou
- 1989 : Onthou Jy Nog...
- 1991 : Stap Saam Met My
- 1994 : Carike
- 1999 : Net Een Soos Jy
- 2000 : Seisoene Van Die Lewe
- 2003 : Loop Saam

### Albums pour enfants
- 1976 : Kraaines
- 1978 : Barba Papa
- 1978 : Heidi En Ander Kindertreffers
- 1979 : Daantjie Kat
- 1981 : Aai Aai Die Kraaines-Kraai
- 1984 : Daar Kom Die Roomysman
- 1988 : Favourite Nursery Songs
- 1988 : Nakkie Die Nar
- 1989 : Veilige Voetjies
- 1992 : Carike In Smurfland
- 1997 : Wouter Kabouter En Ander Treffers
- 2001 : Carike In Kinderland
- 2002 : Carike In Kinderland 2
- 2004 : Carike In Kinderland 3
- 2006 : Carike In Kinderland 4
- 2007 : Carike En Ghoempie In Kinderland 5
- 2009 : Carike En Ghoempie In Kinderland 6
- 2010 : Carike En Ghoempie In Kinderland 7
- 2011 : Carike En Ghoempie In Kinderland 8
- 2012 : Carike En Ghoempie Kuier Saam Met Ghoeghoe In Bybelland 9
- 2013 : Carike En Ghoempie Kuier Saam Met Ghoeghoe In Kinderland 10
- 2015 : Carike, Ghoempie En Ghoeghoe Se Vakansie 11

### Albums de musique chrétienne
- 1984 : Die Blye Boodskaptrein
- 1984 : Sing Geestelike Kinderliedjies
- 1987 : Jeugsangbundelliedere (Carike, Jannie en ACapella)
- 1989 : Jeugsangbundelliedere (Carike, Jannie en ACapella)
- 1989 : Ek Is Naby (Carike en Jannie Pelzer)
- 1992 : Hoe Groot Is U (Carike, Rina Hugo en Ge Korsten)
- 1993 : Hoe Groot Is U 2 (Carike, Rina Hugo en Ge Korsten)
- 1998 : Die Bybel Op Note
- 1998 : Jeugsangbundelliedere (Carike, Jannie en ACapella)
- 2001 : Kom Sing En Loof
- 2005 : Hy's Die Een

## Source de la traduction
- (de) Cet article est partiellement ou en totalité issu de l’article de Wikipédia en allemand intitulé « Carike Keuzenkamp » (voir la liste des auteurs).